# Nicolas Mengus
Nicolas Mengus (Straatsburg, 1968) is een Franse historicus en stripscenarist. 

## Carrière
Mengus is doctor in middeleeuwse geschiedenis. Zijn specialisatie betreft de kastelen en versterkte steden in de Elzas en in Lotharingen. Hierover publiceerde hij menig boek, zoals Au temps des châteaux forts en Alsace (2004). Ook de Tweede Wereldoorlog heeft zijn interesse, zo verscheen bijvoorbeeld Les jeunes d'Alsace et de Moselle dans l'Armée allemande in 2005.
In 2006 verzorgde Mengus de teksten voor het album Haut-Koeningsbourg in de educatieve stripreeks De reizen van Tristan. De tekeningen zijn van de hand van Yves Plateau. Dit album werd niet naar het Nederlands vertaald.
- Bibliothèque nationale de France: cb130859258 (data)
- Gemeinsame Normdatei: 136577571
- International Standard Name Identifier: 0000 0000 5512 3930
- Système universitaire de documentation: 057436770
- Virtual International Authority File: 39512975